# Jerry Duplessis
Pour les articles homonymes, voir Duplessis.
Jerry « Wonder » Duplessis, né dans la banlieue de Port-au-Prince, Haïti, est un compositeur, musicien, producteur et réalisateur artistique américain. Il a notamment travaillé avec son cousin Wyclef Jean. Il a produit l'album de The Score (1996) des Fugees et a joué de la basse pour le groupe. Il a également produit Supernatural (2000) pour Carlos Santana et a remporté un Grammy Award de l'album de l'année.

## Discographie

### Albums studio
- 1997 : The Carnival
- 2000 : The Ecleftic: 2 Sides II a Book
- 2002 : Masquerade
- 2003 : The Preacher's Son
- 2004 : Welcome to Haiti: Creole 101
- 2007 : Carnival Vol. II: Memoirs of an Immigrant
- 2010 : Wyclef Jean

### Compilation
- 2003 : Greatest Hits

### EP
- 2009 : From the Hut, to the Projects, to the Mansion